# Gångbron, Ronneby
Gångbron är en bro i Ronneby som spänner över Ronnebyån söder om stadens centrum och den ligger i Gångbrogatans förlängning. Bron byggdes 1910 i arkitekturstilen jugend och har tidigare varit öppningsbar vilket stålskodda kantjärn i brospannets mitt vittnar om. Under andra världskriget var bron ständigt minerad och redo att sprängas vid ett eventuellt angrepp. Under 1900-talets senare del kompletterades bron med en ramp istället för den ursprungliga trappan på brons västra sida.